# 多田竜也
多田 竜也（ただ たつや、1992年〈平成4年〉7月6日 - ）は、山形県の理学療法士、県庁職員、TBS『SASUKE』の有力選手で、SASUKE新世代より若い世代の実力者を総称する「森本世代」の1人。

## 来歴
7歳の頃に偶然テレビで観た『SASUKE』に魅了され、芸能人でもスポーツ選手でもない一般人が出場していることに感動を抱き、SASUKEの真似事をするようになった。山辺町立山辺中学校では陸上競技部に所属し、'07年の全中陸上に400mリレーの選手として出場。SASUKEには出場可能になった14歳の時に初出場し、1stステージの最終エリア・ロープクライムまで到達した。山形県立山形南高等学校に進学後も陸上競技を続け、'10年の全国高校総体に400mリレーで出場。卒業後は医療系専門学校に進学し、山形県庁に就職。2015年より山形県立中央病院の理学療法士として働き始めた。
SASUKEには毎年応募するも書類審査落選やシミュレーター配属などで本選出場が叶わない年が続いたが、2017年秋の第34回大会に10年ぶりに出場し1stでリタイア。翌年の第35回大会でも1stリタイアを喫したが、競技後に専門学校生時代から交際を続けていた彼女にずぶ濡れのままプロポーズを行った。同年の年末開催の第36回大会で初めて1stステージをクリアすると、3rdステージまで進出。翌年の第37回大会では3rdステージをクリアし、大晦日に横浜赤レンガ倉庫にてFINALステージを生放送の中で挑戦した。
2020年6月、第一子となる男児が誕生した。
2024年5月、第二子となる女児が誕生した。

## 人物
- 普段は山形県立中央病院で、白血病や悪性リンパ腫、血液がん患者のリハビリを担当している。
- SASUKEでの活躍から「山形県庁の星」のキャッチフレーズが付き始めた。
- 2ndでリタイアした経験がなく、初めて1stをクリアして以降は必ずクリフハンガー系エリアまで到達している。クリフハンガー系エリアは7度中6度のクリア経験があり、第39回は単独でのクリアとなった。

## SASUKEでの戦歴

### 大会ごとの戦歴

#### 第17回大会～第19回大会
第17回初出場。当時中学2年生で参加し、1st最終エリア・ロープクライムでタイムアップ（ゼッケン39、全カット）。
第19回は1stジャンピングスパイダーに張り付いた直後に転落する形でリタイア（ゼッケン31、ダイジェスト）。

#### 第34回大会～第36回大会
第34回は最後に出場した第19回以来10年ぶりの出場を果たしたが、1stフィッシュボーンで骨に弾かれバランスを崩しリタイア（ゼッケン56、事前番組）。
第35回は1st新第5エリアにして難関のドラゴングライダーで、トランポリンのジャンプに失敗しバーを掴めずリタイア（ゼッケン68、ダイジェスト）。リタイア後に、5年間交際していた彼女に1stステージ挑戦後の濡れた状態でプロポーズをして、同年10月に結婚した。
結婚後に臨んだ第36回大会では、リタイア経験のあるフィッシュボーンやドラゴングライダーを無難に対処し、そのまま見事初の1stステージクリアを果たし、応援に来ていた妻も大粒の涙を流し喜んだ。クリア後のインタビューでは感極まり男泣きを見せながら「僕、初出場中学2年生だったんですけど、このボタン押すまで12年もかかっちゃいました!」と喜びのコメントを語った。その勢いのまま2ndステージもクリアし、3rdステージでは難関エリアのウルトラクレイジークリフハンガーを自身初挑戦で突破する活躍を見せるも、直後のバーティカルリミット60cmの段差移行で限界を迎えリタイア（ゼッケン73）。

#### 第37回大会
第37回では1st、2nd共に危なげないパフォーマンスでクリア。3rdステージでは前回リタイアしたバーティカルリミットをクリアしてFINAL進出を決めた。クリア後のインタビューでは、献身的なサポートを行っていた妻への感謝の言葉を語った。大晦日の横浜赤レンガ倉庫でのFINALステージでは2人のファイナリストの1番手として登場。第2エリアのサーモンラダー15段では中腹で掛け違いを起こし、修正出来ないまま腕力を使い果たし動けなくなり9段目でタイムアップ（ゼッケン49）。完全制覇とはならなかった。初出場から13年越しのFINAL進出は史上最長の記録である。

#### 第38回大会
第38回も無難に1st、2ndをクリアし3rdに到達するも、前回悪天候により停止していた第4エリアのクリフハンガーディメンションが稼働している中で、3本目の突起への移行のタイミングがずれ、突起を掴むも腕が伸び切り耐え切れずにリタイア（ゼッケン95）。

#### 第39回大会
第39回は降雨の影響を受けつつも、1stを制限時間を使い切る形で突破。2ndも無難にクリアし、4大会連続の3rd進出を決めた。2ndの時点で多田以降の挑戦者全員が1stで全滅していたため、自身初の最終競技者として挑んだ3rdは、前回リタイアしたクリフハンガーディメンションを突破するも、前々回はクリアしていたバーティカルリミットで、60cmの段差移行直後に限界を迎えリタイアしたが、自身初の最優秀成績者となった（ゼッケン91）。また、今大会唯一のクリフハンガーディメンション突破者となった。

#### 第40回大会
第40回は1stを9.63秒残し、2ndを3.37秒残しでクリアし5大会連続の3rd進出。3rdでは前回阻まれたバーティカルリミットを越えたのち、パイプスライダーの後退で何度も体勢を整え、バーが後ろに下がった状態で飛び移りながらも見事に攻略しクリア。3大会ぶりに進出したFINALでは、サーモンラダー15段の中腹地点でタイムアップとなった（ゼッケン3973）。多田のFINAL進出は2年11ヶ月27日ぶりであり、長野誠の2年11ヶ月17日をわずかに更新し史上最長ブランクとなった。

#### 第41回大会
第41回大会は前回大会FINAL進出を受けゼッケン98番と再び90番台で登場。1stは12.02秒残し、2ndは18.08秒残しで安定したクリアを見せ、6大会連続の3rd進出。3rdでは竹田敏浩、ドリュー・ドレッシェルに次ぐ史上3人目の6大会連続クリフハンガー系列エリアの進出者となり、3大会連続でクリフを突破するも、新エリアバーティカルリミット.BURSTのイエローゾーン1枚目の回転で振り落とされてリタイア。

#### 第42回大会
第42回でも安定感のあるパフォーマンスで1stを15秒65残しでクリア。2ndは降雨の中の挑戦となったが、スパイダードロップのショートカットを成功させつつ13秒02残しでクリア。2nd無敗記録を維持しつつ、竹田敏浩、佐藤惇と並ぶ歴代1位タイの連続した7大会の3rd進出となった。3rdではリニューアルされたスイングエッジの2個目(Y字型)→3個目(X字型)への移行時に左手が突起を掴み損ねるが、右手のみで体重を支持し耐える驚異のリカバリーを披露。竹田もドリューもできなかった、史上初の7大会連続のクリフハンガー系列エリアに進出。クリフディメンションでも2本目終点で腕が伸び切りながらも飛び移りに成功し、4大会連続のクリフディメンション突破となった。バーティカルリミット.BURSTでは前回失敗したイエローゾーン1個目は越えるも、レッドゾーン2個目終点で指が離れ落水（ゼッケン77）。

### 大会別成績
| 大会       | ゼッケン | STAGE | 記録                         | 備考                           |
| ---------- | -------- | ----- | ---------------------------- | ------------------------------ |
| 第17回大会 | 39       | 1st   | ロープクライム               | 全カット                       |
| 第19回大会 | 31       | 1st   | ジャンピングスパイダー       | ダイジェスト                   |
| 第34回大会 | 56       | 1st   | フィッシュボーン             | 事前番組にて放送               |
| 第35回大会 | 68       | 1st   | ドラゴングライダー           | バーに届かず落水、ダイジェスト |
| 第36回大会 | 73       | 3rd   | バーティカルリミット         | 2→3枚目移行時                  |
| 第37回大会 | 49       | FINAL | サーモンラダー15段           | 8→9段目、タイムアップ          |
| 第38回大会 | 95       | 3rd   | クリフハンガーディメンション | 2→3本目                        |
| 第39回大会 | 91       | 3rd   | バーティカルリミット         | 3枚目序盤、最優秀成績          |
| 第40回大会 | 3973     | FINAL | サーモンラダー15段           | 6→7段目、タイムアップ          |
| 第41回大会 | 98       | 3rd   | バーティカルリミット.BURST   | 第1度目の回転で落下            |
| 第42回大会 | 77       | 3rd   | バーティカルリミット.BURST   | 3つ目の固定された突起で落下    |

### 通算成績
| 出場数 | 2nd進出 | 3rd進出 | FINAL進出 | 最優秀成績 |
| ------ | ------- | ------- | --------- | ---------- |
| 11回   | 7回     | 7回     | 2回       | 1回        |

- 2024年 第42回大会終了時点

### SASUKEワールドカップ
2024年
| チーム    | 背番号 | ステージ | 出順            | 結果   | 備考    | ポイント |
| --------- | ------ | -------- | --------------- | ------ | ------- | -------- |
| JAPAN Red | 3      | 1st      | 第4ヒート-5番目 | クリア | 85.42秒 | 70pt     |
| JAPAN Red | 3      | 2nd      | 2番目           | クリア | 9秒67   |          |
| JAPAN Red | 3      | 3rd      | 不出場          |        |         |          |
| JAPAN Red | 3      | FINAL    | 不出場          |        |         |          |

## 出演

### テレビ
- SASUKE（TBS）

### YouTube
- QuizKnock[動画 1][動画 2]